# Rāʾ deux points souscrits
Rāʾ deux points souscrits () est une lettre additionnelle de l’alphabet arabe qui a été utilisée dans l’écriture du tchétchène.